# Jan Madaliński
Jan Madaliński, O. Cist. (1589–1644) foi um prelado católico romano que serviu como bispo auxiliar de Gniezno de 1640 a 1644.

## Biografia
Jan Madaliński nasceu em 1589 e foi ordenado sacerdote na Ordem de Cister. No dia 16 de Abril de 1640, foi nomeado durante o papado de Urbano VIII como Bispo Auxiliar de Gniezno e Bispo Titular de Teodosia. Serviu como Bispo Auxiliar de Gniezno até à sua morte em 1644. Enquanto bispo, foi o co-consagrador principal de Piotr Mieszkowski, Bispo Auxiliar de Włocławek (1643).